# Nuestro silencio
Nuestro silencio es una película dramática colombiana estrenada en 2017, dirigida por Álvaro Ruiz y protagonizada por Abi Bermúdez y Rened Varona. Ganó los premios a la mejor película en el Festival de Cine Ambiental y de Derechos Humanos y a la mejor ficción en el Festival de Cine y Vídeo Alternativo y Comunitario, ambos en 2014. Participó además en importantes eventos internacionales como los festivales de cine de Calcuta y Buenos Aires y en gran cantidad de festivales a nivel nacional.

## Sinopsis
La película cuenta la historia de cómo miles de colombianos enfrentan la incertidumbre de la búsqueda de sus familiares y seres queridos desaparecidos. Mientras enfrentan esta terrible situación, deben además tratar de salir adelante en un país donde escasean las oportunidades laborales y se presenta la miseria en ciertos sectores de la sociedad.

## Reparto
- Abi Bermúdez es Helena.
- Rened Varona es Jorge.
- Alma Nury Morales es la abuela.
- Marta Elena Burbano es la madre de Jorge.
- Jorge Andrés Varona es Nicolás.